# Die rauhen Reiter der furchtlosen Legion
Die rauhen Reiter (Originaltitel The Gallant Legion) ist ein US-amerikanischer Western aus dem Jahr 1948 von Joseph Kane mit Bill Elliott und Adrian Booth in den Hauptrollen. Der Film wurde von Republic Pictures produziert und basiert auf einer Originalgeschichte von John K. Butler und Gerald Geraghty.

## Handlung
Nach dem Ende des Bürgerkrieges gibt es die Befürchtung, dass der Bundesstaat Texas in mehrere eigenständige Territorien zerfallen könnte. Senator Faulkner lässt zum Schutz der Bürger die Texas Rangers gründen. In San Antonio trifft sich Faulkner mit dem machthungrigen Beau Laroux, der als Separatist den westlichen Teil von Texas unter seine Kontrolle bringen will. Zur gleichen Zeit begegnet der Cowboy Gary Conway Faulkners Nichte Connie, eine Reporterin, die mit Laroux verlobt ist. Gary diskutiert mit seinem Bruder Chuck den Kauf einer Rinderfarm. Der Texas Ranger Tom Banner will Gary zum Eintritt in die Polizeitruppe bewegen.
Laroux, ein ehemaliger Ranger, schmuggelt Gewehre an die Komantschen unter Häuptling Schwarzer Adler und hofft, dass die Komantschen einen anderen Stamm angreifen und er die Rangers dafür verantwortlich machen kann. Gary erfährt von Chucks Freundin Catalina, dass sein Bruder zu den Rangers gehört. Einige Ranger, darunter Chuck, werden bei einem Banküberfall verletzt. Am nächsten Morgen legt Gary vor Toms Vater, Captain Banner, den Eid ab. Laroux berichtet, dass Chuck an den Folgen seiner Verletzung gestorben ist. Tom, der für Laroux arbeitet, gibt zu, Chuck angeschossen zu haben, während Laroux die Gewehre an die Komantschen geliefert hat. Gary bekommt von Connie eine Kopie eines ihrer Artikel, in dem sie über Gerüchte einer Zusammenarbeit zwischen Rangers und den Separatisten schreibt. Bevor Connie ihren Artikel an ihre Redaktion telegrafieren kann, können Laroux und Faulkner ihn umschreiben. Später wird Larouxs Wagentreck zu den Komantschen von Rangers angehalten und durchsucht. Bevor sie die Gewehre finden können, werden sie von Separatisten angegriffen. Laroux kann in dem Chaos entkommen.
Gary, Tom und deren Freund Windy Hornblower erfahren von vier toten Rangern, die man im Verantwortungsbereich von Sergeant Mason gefunden hat. An einem nahen Gebirgspass entdecken sie drei verlassene Wagen von Larouxs Treck. Windy entzündet ein Feuer, um die Rangers zu alarmieren, während zur gleichen Zeit Munitionslager von Separatisten angegriffen werden. Connie hegt den Verdacht, dass ihr Artikel manipuliert wurde. Sie setzt einen neuen auf und erwischt ihren Onkel bei der Änderung. Laroux erfährt, dass die Indianer mit den Gewehren nicht umgehen können. Er tötet Faulkner, als der droht, deswegen ihre Pläne zu verraten. Catalina wird tot aufgefunden, die scheinbar Selbstmord begangen hat. Windy erfährt von dem Plan der Separatisten, die Indianer aufzuwiegeln. Laroux versucht zu entkommen und wird von Gary und Tom erschossen.

## Entstehung und Veröffentlichung
| Figur                                          | Darsteller         | Deutscher Sprecher  |
| ---------------------------------------------- | ------------------ | ------------------- |
| Gary Conway                                    | Bill Elliott       | Axel Monjé          |
| Senator Faulkner                               | Joseph Schildkraut | Paul Wagner         |
| Beau Laroux                                    | Bruce Cabot        | Walther Suessenguth |
| Windy Hornblower                               | Andy Devine        | Franz Nicklisch     |
| Cpt. Banner                                    | Jack Holt          | Alfred Haase        |
| Wesley Hardin                                  | Grant Withers      | Gerhard Bienert     |
| Cuck Conway                                    | Harold Landon      | Sebastian Fischer   |
| Senator Beale                                  | Russell Hicks      | Walter Altenkirch   |
| Major Grant                                    | Herbert Rawlinson  | Walter Werner       |
| Scout                                          | Augie Gomez        | Konrad Wagner       |
| Texas Ranger                                   | Cactus Mack        | Walter Schramm      |
| kursive Rollen wurden nicht im Abspann erwähnt |                    |                     |

Gedreht wurde der Film vom 4. Januar bis Ende Februar 1947 in Santa Clarita, in den Vasquez Rocks sowie in den Republic-Studios in Hollywood. James W. Sullivan oblag die künstlerische Leitung. John McCarthy Jr. und George Milo waren für das Szenenbild zuständig, Adele Palmer für die Kostüme. Die Brüder Theodore und Howard Lydecker schufen die Spezialeffekte. Musikalischer Direktor war Morton Scott.
In kleinen nicht im Abspann erwähnten Nebenrollen traten Trevor Bardette, Iron Eyes Cody, Joseph Crehan, John Hamilton, Ben Johnson, Noble Johnson als Schwarzer Adler, Jack Kirk, Gene Roth und Glenn Strange auf.
Die im Film gespielten Lieder A Gambler's Life, Lady from Monterey und A Kiss or Two stammten von Jack Elliott.
Die Premiere des Films fand am 24. Mai 1948 statt. In der Bundesrepublik Deutschland kam er am 9. Dezember 1949 in die Kinos, in Österreich am 3. Februar 1950. Die deutsche Synchronfassung entstand unter der Dialogregie von Hans Eggerth nach einem Dialogbuch von Hans Eggerth und Isolde Beckherrn.

## Kritiken
„Handfester kleiner Western aus der ‚Republic‘-Produktion.“